# Ornithogalum falcatum
Ornithogalum falcatum är en sparrisväxtart som först beskrevs av Gwendoline Joyce Lewis, och fick sitt nu gällande namn av John Charles Manning och Peter Goldblatt. Ornithogalum falcatum ingår i släktet stjärnlökar, och familjen sparrisväxter.
Artens utbredningsområde är Namibia. Inga underarter finns listade i Catalogue of Life.